# Белая полоса
«Белая полоса» — второй студийный альбом группы «Зоопарк», вышедший в сентябре 1984 года. В 1988 году фирма «Мелодия» выпустила урезанный вариант (без двух песен) на виниловой пластинке.

## История альбома
К лету 1984 музыкант Майк Науменко остался фактически без группы: из оригинального «Зоопарка» в группе остался лишь лид-гитарист Александр Храбунов, в то время как басист и сооснователь «Зоопарка» Илья Куликов очутился в тюрьме за хранение марихуаны, а барабанщик Андрей Данилов уехал по распределению в родной город Петрозаводск.
Звукорежиссёр Андрей Тропилло, записавший предыдущий альбом группы, взял ситуацию в свои руки, пригласив для записи нового альбома «Зоопарка» сессионных музыкантов из группы «Аквариум» — басистов Михаила Файнштейна и Александра Титова, а также барабанщиков Евгения Губермана и Алексея Мурашова из бит-квартета «Секрет».
В нескольких песнях альбома партии бас-гитары в отсутствие Файнштейна и Титова прописывали Храбунов и Науменко сами. Также Науменко с Мурашовым сыграли на фортепиано в песне «Ночной гость», в то время как Андрей Тропилло исполнил соло на блок-флейте.
Впоследствии концертным составом «Зоопарка» в 1984 года стал тандем Майка и Храбунова с басистом Файнштейном и барабанщиком Губерманом. Сам Майк признавал, что тот состав был временным — так и получилось: больше года он не просуществовал. Также, по утверждению писателя Александра Кушнира, Губерман считал альбом «Белая полоса» самой «худшей своей записью». Андрей Тропилло называл состав группы на момент записи «виртуальным».

## Список композиций
Музыка и слова всех песен — Михаил Науменко, кроме (22) — Джаггер/Ричардс в дословном переводе Михаила Науменко; аранжировки участников группы и Андрея Тропилло.
| №   | Название                          | Длительность |
| --- | --------------------------------- | ------------ |
| 1.  | «Буги-вуги каждый день»           | 2:19         |
| 2.  | «Бедность»                        | 4:17         |
| 3.  | «Сидя на белой полосе»            | 2:51         |
| 4.  | «Песня простого человека»         | 2:43         |
| 5.  | «Когда я знал тебя совсем другой» | 2:34         |
| 6.  | «Отель под названием „Брак“»      | 3:14         |
| 7.  | «В этот день»                     | 4:29         |
| 8.  | «Блюз субботнего вечера»          | 3:47         |
| 9.  | «Гопники»                         | 4:16         |
| 10. | «Хождения»                        | 1:57         |
| 11. | «Вперёд, Боддисатва!»             | 2:50         |
| 12. | «Ночной гость»                    | 2:27         |
| 13. | «Страх в твоих глазах»            | 3:55         |
| 14. | «Прощай, детка!»                  | 2:19         |

Композиции 2 и 11 отсутствуют на виниловой пластинке 1988 года фирмы «Мелодия».
| №                   | Название                                           | Длительность |
| ------------------- | -------------------------------------------------- | ------------ |
| 15.                 | «Буги-вуги каждый день» (версия для А. Храбунова)  | 2:37         |
| 16.                 | «Сидя на белой полосе» (версия для А. Храбунова)   | 2:51         |
| 17.                 | «Песня простого человека» (версия для А. Тропилло) | 2:46         |
| 18.                 | «Отель под названием „Брак“»                       | 3:16         |
| 19.                 | «Блюз субботнего вечера»                           | 3:53         |
| 20.                 | «Вперёд, Боддисатва!»                              | 2:50         |
| 21.                 | «Ночной гость» (версия для А. Храбунова)           | 2:00         |
| 22.                 | «Милый доктор»                                     | 2:43         |
| 23.                 | «Прощай, детка!»                                   | 2:56         |
| Общая длительность: | Общая длительность:                                | 69:54        |

В альбом вошло несколько ранних песен группы, но большую часть составил свежий материал. В частности, песня «Гопники» была написана после записи предыдущего альбома «Уездный город N». Андрей Тропилло вспоминал, что после того, как к Науменко на улице пристали гопники, побили и отняли гитару, он написал эту песню, включив в неё строку: «Они мешают мне жить».
По словам Александра Храбунова, запись песни проходила в полумраке, поскольку Тропилло выключил свет для создания более мрачной атмосферы.

## Участники записи
- Михаил Науменко — голос, гитара, гитара соло (8, 14, 19, 23), бас-гитара (8, 11, 19, 20), фортепиано (12)
- Александр Храбунов — лидер-гитара, бас-гитара (7, 13)
- Михаил Васильев — бас-гитара (2, 3, 5, 12, 14, 16, 21, 23)
- Евгений Губерман — ударные (1, 3, 4, 6, 8-11, 13, 15-20)
- Александр Титов (группа «Аквариум») — бас-гитара (1, 4, 6, 9, 10, 15, 17, 18)
- Алексей Мурашов (группа «Секрет») — ударные (2, 5, 7, 12, 14, 21, 23), фортепиано (12)
- Андрей Тропилло — блок-флейта (12), вокал (22)
- Владимир Леви (группа «Тамбурин») — вокал (22)
- Записано в студии «Дома юного техника» (Ленинград) при помощи магнитофонов Studer и ленты ORWO на 38-й скорости.
- Звукорежиссёр А. Тропилло.

## Кавер-версии
Песня «Буги-вуги каждый день» (сочинена по мотивам «I Love to Boogie» группы «T. Rex») ещё при жизни Майка исполнялась такими группами как «Секрет», «Ноль» и даже «Алиса». В 2004 году для трибьюта «Секрету» была записана группой «Ленинград». В 2008 году с изменённым текстом прозвучала в фильме «Стиляги» в исполнении Игоря Войнаровского.
Песню «Вперед, Боддисатва!» на концертах часто исполняет Борис Гребенщиков. Также песня открывает альбом «Пушкинская, 10» группы «Аквариум»
Группа «Чайф» включила в альбом «Симпатии» песню «Прощай, детка!» с вокалом Николая Фоменко.
«Разные люди», а позднее «Последние танки в Париже» записали для своих альбомов песню Гопники.
В 1994 году группа «Ва-банкъ» издала свою версию «Песни простого человека» в рамках альбома «Тak Nado!». Группы Ленинградского рок-клуба были заменены популярными в те годы эстрадными исполнителями, а также — рок-группой «Любэ». При этом на концертах песня исполнялась практически без изменений текста (в список рок-клубовских групп включались «Алиса» и «ДДТ», а также более поздняя группа «Tequilajazzz»). В репертуаре «Ва-банка» песня получила название «Обычный парень».